# Anya Rozova
Anya Rozova (Leningrado, Rusia; 3 de enero de 1989) es una modelo estadounidense, tal vez famosa por haber participado en el ciclo 10 de America's Next Top Model.

## Biografía
Nació en Leningrado, Rusia (ahora San Petersburgo, Rusia) el 3 de enero de 1989. Rozova fue adoptada a los cuatro años por Mike Patterson Kop y Bal y se instaló en Waialae, Honolulu, Hawái. Rozova asistió a la Escuela Primaria Moanalua Middle School y luego se graduó de Waipahu High School en 2007. En la escuela secundaria, Rozova bailaba Hula y tahitiano, y fue miembro de la Polinesia Club. Después de que apareció en America's Next Top Model Rozova cambió su apellido de Kop a su apellido original ruso, Rozova. Rozova tuvo su primer trabajo a los diecisiete años, donde apareció en un evento privado con Louis Vuitton. Rozova también apareció en el sector informal muestra de Chanel, Jeanie Chun y Fendi y dior.

## Durante ANTM
Rozova fue la segunda finalista en el décimo ciclo de America's Next Top Model. Los jueces a menudo elogiaban a Rozova por su personalidad burbujeante de la moda y de alta apelación. Rozova empezó fuerte en el comienzo de la competencia, en la recepción de la primera llamada de salida, la que sería la primera de cinco, se vinculó con la segunda finalista del ciclo de 6 Joanie Dodds por tener el número más alto de llamadas de salida. En el tercer episodio, Rozova recibió un maquillaje natural, que cambió su cabello ondulado de color café a rubia platino. Rozova ganó tres desafíos, incluyendo un photoshoop de fotografías en desnudo por Nigel Barker y también ganó la oportunidad de aparecer en un anuncio 7Up con un tema "Au Naturale" , que recibió $ 10.000 de 7Up. Rozova recibió un vestido de Gai Mattiolo como premio a su tercer desafío. Serie de los espectadores votaron por Rozova para "Covergirl de la Semana" en la semana 10. Durante el comercial de Covergirl, los jueces alabaron a Rozova relatablemente por su personalidad, pero su anuncio en fotografía recibió comentarios mixtos. Elegida como finalista, Rozova participó en un simulacro de Versace para un desfile de moda en Roma contra la competidora Whitney Thompson. Durante el juicio final, los jueces criticaron a Rozova por ser demasiado limitada en el desfile de moda y perdió la competencia, ganando así Thompson. Rozova se presentó el 19 de noviembre de 2008 en el ciclo 11 como una de las "Top Models en Acción".

## Agencias
La primera agencia de Rozova con la afiliación en Honolulu para More Models & Talent, la firma en 2006. Después de convertirse en la segunda finalista en el décimo ciclo de America's Next Top Model, Rozova firmó con Elite Model Management en Nueva York. Rozova firmó también con Wilhelmina Models en Nueva York y Style International Management en Hong Kong.

## Portadas y Moda
Rozova ha aparecido en la portada de Midweek del 30 de abril de 2008 y la edición de junio de 2008 en "Swimsuit Edition". Anya trabajó para el Gilt Grupo, con un catálogo en línea de prendas de vestir de Tibi, Habitual, Greenbeads, y Vera Wang. Rozova ha aparecido en la revista Level Magazine y Nylon. Anya ha hecho trabajos para "OakNYC" y Sunday Brunch .Rozova ha aparecido en varias publicaciones con sede en Hong Kong incluyendo Elle Hong Kong, CosmoGIRL Hong Kong, Hong Kong Marie Claire, diario Sun, Ming Pao Weekly, "Jessica Magazin", "Zip Magazine", "Apple Daily", "Bodas de Luxe", "Pd! Girl", "Me! Girl "," Me! Magazine", "Showcase Fashion", HIM Magazine, "Hong Kong Tatler", "Touch", "Jet Magazine", "More Magazine" y Jessica Code. Ella tiene una campaña de otoño de 2009 para la marca china "Calfland" y obtuvo la portada de Playboy en México

## Televisión
Rozova modelò ropa en el episodio "Recepcionista: Reina" de Tyra Banks que originalmente fue presentado el 16 de septiembre de 2008. 
En marzo de 2009, Rozova fue destacada en la moda de TV del Reino Unido como parte de sus perfiles de sección de modelo.